# M12 (球狀星團)
M12或Messier 12，也稱為NGC 6218，是在星座蛇夫座的一個球狀星團。它是由法國天文學家夏爾·梅西耶於1764年5月30日發現的，他將其描述為「沒有恆星的星雲」。在黑暗的條件下，用雙筒望遠鏡可以看到這個微弱地星團。解析恆星成員需要一架孔徑為8英寸（20）或更大的望遠鏡。使用10英寸（25 cm）望遠鏡，顆粒核的直徑為3′（弧分），周圍環繞著10′的恆星暈。
M12大致位於星團M10的西北方3°，在恆星列肆二（蛇夫座λ）°東南偏東，相距5.6°。它也位於6等星列肆增四（蛇夫座12）的附近。星團距離地球16,400光年（5,000秒差距），空間的直徑約為75光年。M12最亮的恆星視星等為12等。M10和M12彼此間的距離只有幾千光年，星團互看對方的視星等大約都是4.5等，在夏普力-索耶集中度分類法的評級為IX，是一個鬆散的球狀星團，因而曾經被認為是一個緊密集中的疏散星團。在這個星團中已經記錄了13顆變星。M12正以16公里/秒的速度向我們逼近。

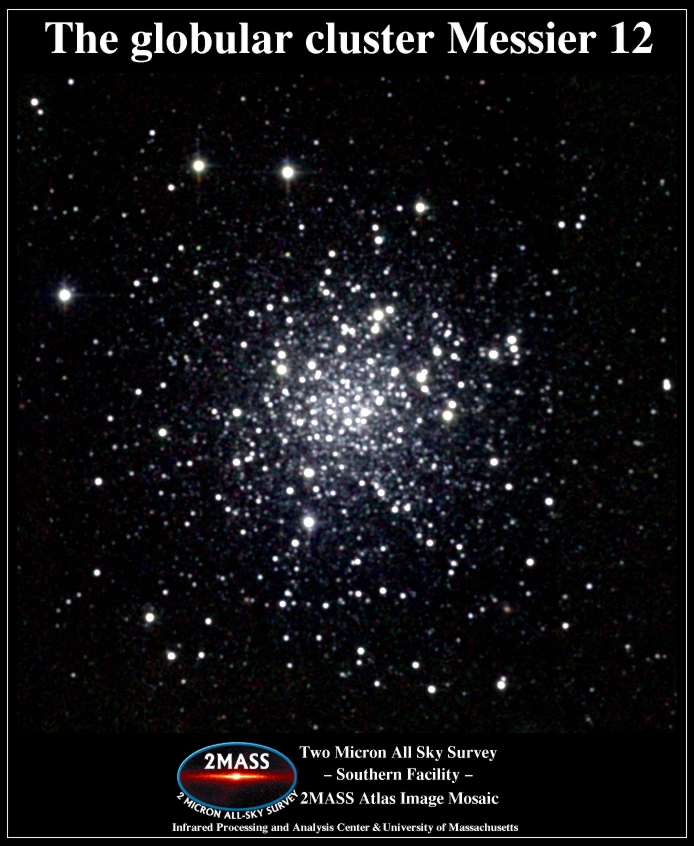
M12

2006年發表的一項研究得出結論，該星團的低質量恆星數量異常少。作者推測，它們是通過穿過銀河系相對富含物質的平面而被從星團中剝離出去的。

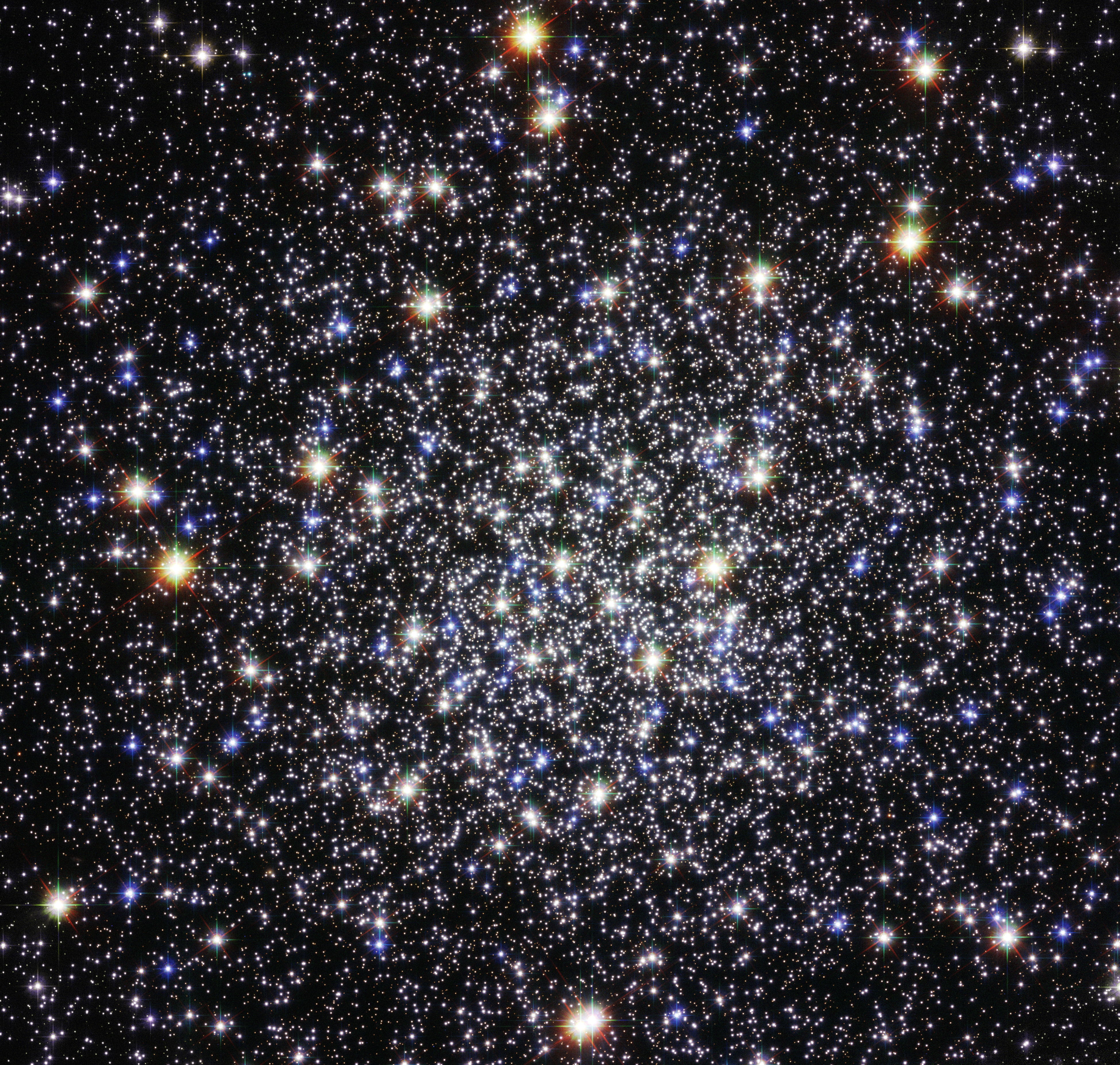
由HST拍攝的M12核心
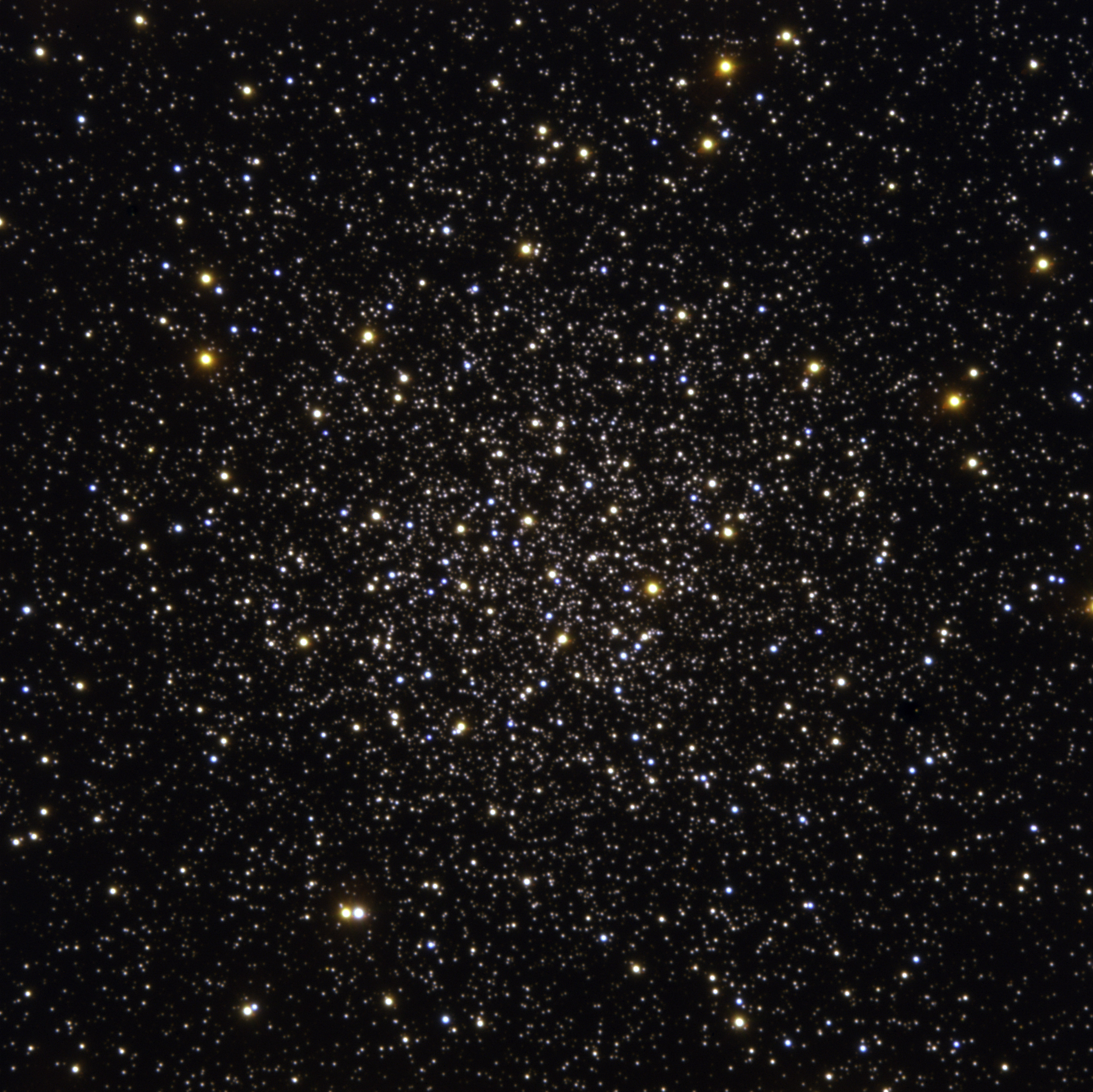
M12的中心部分。創建者：歐洲南天天文台
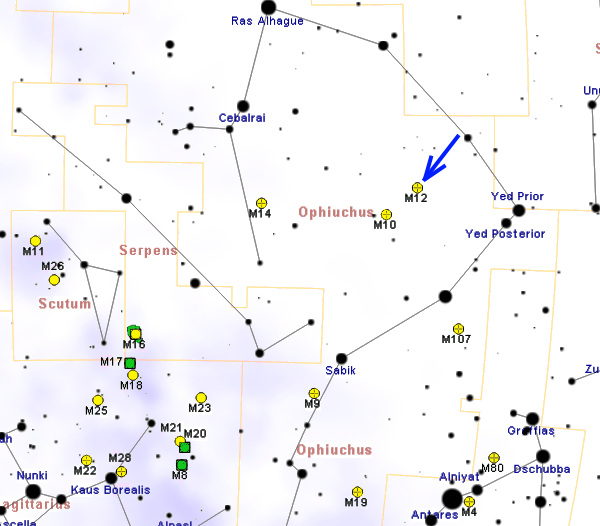
顯示M12位置的星圖

## 註解
1. ↑  線半徑 = 距離 × sin(角直徑/ 2 ) = 37.2 光年

## 外部連結
- Messier 12, SEDS Messier pages （页面存档备份，存于）
- Messier 12, Galactic Globular Clusters Database page （页面存档备份，存于）
- 'Stolen' stars article at Universe Today （页面存档备份，存于）
- Messier 12, Amateur astrophotographer (hgg) with a Celestron 9.25" （页面存档备份，存于）
- WikiSky上关于M12 (球狀星團)的内容：DSS2, SDSS, GALEX, IRAS, 氢α, X射线, 天文照片, 天图, 文章和图片